# Paul Verhaegh
Paul Verhaegh (Kronenberg, 1º settembre 1983) è un ex calciatore olandese, di ruolo difensore.

## Carriera
Ha iniziato la sua carriera nell'AGOVV Apeldoorn. Nel 2004 è andato al Den Bosch, dove rimane fino al 2006, anno del passaggio al Vitesse. Nel 2010 si è trasferito in Germania, dove inizia a giocare nell'Augusta. Il 2 maggio 2015 rinnova il proprio contratto con la squadra fino al 2018. Nel 2017 passa al Wolfsburg. Il 6 giugno 2019 torna in Olanda firmando un contratto annuale con il Twente.
Ha vinto gli Europei 2006 Under 21 con l'Olanda.

## Statistiche

### Cronologia presenze e reti in nazionale
| Cronologia completa delle presenze e delle reti in nazionale ― Paesi Bassi | Cronologia completa delle presenze e delle reti in nazionale ― Paesi Bassi | Cronologia completa delle presenze e delle reti in nazionale ― Paesi Bassi | Cronologia completa delle presenze e delle reti in nazionale ― Paesi Bassi | Cronologia completa delle presenze e delle reti in nazionale ― Paesi Bassi | Cronologia completa delle presenze e delle reti in nazionale ― Paesi Bassi | Cronologia completa delle presenze e delle reti in nazionale ― Paesi Bassi | Cronologia completa delle presenze e delle reti in nazionale ― Paesi Bassi |
| Data                                                                       | Città                                                                      | In casa                                                                    | Risultato                                                                  | Ospiti                                                                     | Competizione                                                               | Reti                                                                       | Note                                                                       |
| -------------------------------------------------------------------------- | -------------------------------------------------------------------------- | -------------------------------------------------------------------------- | -------------------------------------------------------------------------- | -------------------------------------------------------------------------- | -------------------------------------------------------------------------- | -------------------------------------------------------------------------- | -------------------------------------------------------------------------- |
| 14-8-2013                                                                  | Faro                                                                       | Portogallo                                                                 | 1 – 1                                                                      | Paesi Bassi                                                                | Amichevole                                                                 | -                                                                          | 47’                                                                        |
| 17-2-2014                                                                  | Amsterdam                                                                  | Paesi Bassi                                                                | 1 – 1                                                                      | Ecuador                                                                    | Amichevole                                                                 | -                                                                          | 46’                                                                        |
| 29-6-2014                                                                  | Fortaleza                                                                  | Paesi Bassi                                                                | 2 – 1                                                                      | Messico                                                                    | Mondiali 2014 - Ottavi di finale                                           | -                                                                          | 56’                                                                        |
| Totale                                                                     |                                                                            | Presenze                                                                   | 3                                                                          |                                                                            | Reti                                                                       | 0                                                                          |                                                                            |

## Palmarès

### Nazionale
- Campionato d'Europa Under-21: 1

2006